# Dinkelacker-Schwaben Bräu
Dinkelacker-Schwaben Bräu GmbH & Co. KG, die handel drijft als Familienbrauerei Dinkelacker, is een onafhankelijke brouwerij in Stuttgart. Ze is ontstaan door de fusie in 1996 van de brouwerijen Dinkelacker en Schwaben Bräu. Het bedrijf produceert de biermerken Dinkelacker, Schwaben Bräu, Sanwald en Wulle.

## Geschiedenis[1]
Schwaben Bräu werd in 1878 in Stuttgart opgericht door Robert Leicht, en Carl Dinkelacker stichtte in 1888 in Stuttgart de brouwerij die zijn naam droeg. In 1900 brouwde hij als eerste in Stuttgart een pils, de nog steeds bestaande CD-Pils. De brouwerij groeide gestaag en produceerde aan de vooravond van de Tweede Wereldoorlog bijna 300.000 hectoliter per jaar. De oorlog deed de productie met circa twee derde dalen, en het duurde tot in de jaren vijftig vooraleer de productie weer op het oude peil kwam. Dinkelacker groeide ook door overname van andere brouwerijen uit Stuttgart, met name Wulle (in 1971) en Sanwald (1977), gevolgd door Cluss uit Heilbronn (1982). Daarmee werd de grens van een miljoen hectoliter per jaar overschreden. In 1996 volgde ten slotte de fusie van Dinkelacker en Schwaben Bräu.
Het Braziliaans-Belgische brouwerijconcern InBev nam de brouwerij over in 2004, maar wilde ze eind 2006 alweer van de hand doen. Wolfgang Dinkelacker, een nakomeling van de stichter Carl Dinkelacker, kocht ze in 2007 over en maakte er opnieuw een familiebedrijf van. Het volgende jaar bracht hij het biermerk Wulle na 37 jaar opnieuw op de markt. In 2014 volgde het Weizenbier Wulle Weizen.

## Bieren
Dinkelacker bieren anno 2018:
- Dinkelacker CD Pils: 4,9 % alcohol; 11,3 % stamwortgehalte
- Dinkelacker Privat: 5,3 % alcohol; 12,4 % stamwortgehalte
- Dinkelacker Helles: 5,1% alcohol; 11,4 % stamwortgehalte
- Dinkelacker Kellerbier: 5,6% alcohol; 12,6 % stamwortgehalte. In 2013 geïntroduceerd naar aanleiding van het 125-jarig jubileum van de brouwerij
- Dinkelacker Hell: 5,0% alcohol; 11,4 % stamwortgehalte

Seizoensbieren:
- Dinkelacker Frühlingsfestbier (medio februari tot medio mei beschikbaar): 5,7% alcohol; 13,3 % stamwortgehalte
- Dinkelacker Volksfestbier (medio juli tot medio oktober): 5,5% alcohol; 12,7 % stamwortgehalte
- Dinkelacker Weihnachtsbier (medio oktober tot eind december): 5,5% alcohol; 12,4 % stamwortgehalte

Andere:
- Dinkelacker Hopfenwunder (beperkte oplage, enkel in de gastronomie verkrijgbaar): 5,0% alcohol; 11,6 % stamwortgehalte
- Dinkelacker Naturradler: 2,5% alcohol; 9,6 % stamwortgehalte
- Dinkelacker Alkoholfrei: 0,0% alcohol; 4,5 % stamwortgehalte